# (469) Argentina
(469) Argentina es un asteroide perteneciente al cinturón de asteroides descubierto el 20 de febrero de 1901 por Luigi Carnera desde el observatorio de Heidelberg-Königstuhl, Alemania.
Está nombrado por Argentina, país de Sudamérica.